# ارک، الجزایر
ارک یک منطقهٔ مسکونی در الجزایر است که در ناحیه تمنراست واقع شده‌است. ارک ۵۵۰ متر بالاتر از سطح دریا واقع شده‌است.